# Леванони, Амалия
Амалия Леванони (ивр. עמליה לבנוני‎, род. 22 июня 1944, Басра) — израильский историк и почётный профессор кафедры ближневосточных и исламских исследований Хайфского университета. Она специализируется на истории мамлюков и Мамлюкского султаната.
Она родилась в Басре, Ирак. Она иммигрировала вместе со своей семьёй в 1951 году и с 1959 года живёт в Хайфе. Она училась в Хайфском университете, а затем в Еврейском университете в Иерусалиме, где в 1990 году получила докторскую степень по истории ислама. Её наставником был Неемия Левцион.

## Книги

### Автор
- Levanoni, Amalia. A Turning Point in Mamluk History: The Third Reign of al-Nāsir Muḥammad Ibn Qalāwūn (1310-1341). — Leiden Boston : Brill, 1995. — ISBN 978-9004101821.

### Редактор
- Egypt and Syria under Mamluk rule: political, social and cultural aspects. — Leiden; Boston : Brill, 2022. — ISBN 978-9004459519.